# 黄顺福
黄顺福（1955年4月—），四川安岳人。汉族。1973年7月参加工作。四川省委党校研究生学历，高级工程师。1978年毕业于华东理工大学基本有机合成专业。在职毕业于四川省委党校政治学专业。
曾任四川省轻工业厅副厅长、雅安地委副书记、四川省交通厅常务副厅长。2001年12月，任中共南充市委书记。2004年12月，任四川省投资集团公司董事长。
2008年，当选第十一届全国人民代表大会四川地区代表。2013年，当选第十二届全国人民代表大会四川地区代表。因涉嫌严重违纪，2015年1月25日，四川省第十二届人大常委会第十四次会议决定接受其辞去第十二届全国人民代表大会代表职务。
2014年12月，四川省纪委对四川省投资集团有限责任公司董事长、党委书记黄顺福涉嫌严重违纪违法问题进行立案调查。